# 샴 (영화)
《샴》(태국어: แฝด, 영어: Alone)은 태국에서 제작된 반쫑 삐산타나꾼, 팍품 웡품 감독의 2007년 공포 영화이다. 태국-독일계 팝 가수 마샤 왓타나파니크가 주인공으로 출연하면서 15년만에 연기에 재도전해 화제가 되었고 직접 영화 주제곡 "ส่วนหนึ่งของฉัน"(A Part of Me)도 불렀다. 밍몬쿨 소나쿨 등이 제작에 참여하였다.

## 줄거리
서울에서 남편 위와 함께 행복하게 살고 있던 핌은 한국인 친구들로부터 생일 축하를 받던 중 어머니가 뇌졸중으로 쓰러지셨다는 연락을 받고 태국으로 돌아간다. 
과거 핌에겐 배 부분이 연결돼있던 결합 쌍둥이 자매 플로이가 있었고(둘을 구분하게 해주는 유일한 지표는 플로이의 안경이다), 둘은 죽을 때까지 함께 하기로 하였다. 그러나 병원에서 만난 위가 핌만 좋아하자 호전적인 플로이가 질투하며 둘 사이에 훼방을 놓았고, 화가 난 핌은 분리 수술을 청했다. 그러나 수술 중 플로이가 사망했고, 이후 핌은 늘 죄책감에 시달려왔다. 
핌이 태국에 도착하자마자 플로이의 유령이 나타나고, 핌은 배에서 피가 흐르는 환영을 본다. 
위가 혼자 병문안을 왔을 때 핌과 플로이의 어머니는 핌이 실은 플로이라고 밝힌다. 질투에 사로잡힌 플로이가 핌을 교살한 뒤 핌의 시체를 떼어내기 위한 수술이 감행됐고, 이후 플로이가 핌인 척 살아왔던 것. 어머니가 위에게 모든 사실을 털어놓았다는 걸 모르는 핌, 아니 플로이는 어머니가 위에게 진실을 밝히지 못하게 하려고 산소 공급관을 떼어내 어머니를 살해한다. 
플로이는 자신을 추궁하는 위의 머리를 쳐 정신을 잃게 한 뒤 위를 묶어 감금하고 안경을 끼며 자신의 정체를 대놓고 인정한다. 밧줄을 푼 위가 플로이와 다투던 중 집에 불이 나고, 위는 플로이 위로 책장을 무너뜨리고 도망친다. 이때 한 순간 플로이의 안경이 벗겨지며 위가 진정 사랑했던 핌을 떠올리게 하자 위는 잠시 멈칫한다. 
두 자매의 무덤을 찾은 위가 생전에 핌에게 선물로 줬던 목걸이를 묘비에 올려놓으며 영화는 끝이 난다. 

## 출연
- 마샤 왓타나파니크 - 핌 / 플로이 역
- 위타야 와수크리파산 - 위 역
- 라차누 분추총 - 핌과 플로이의 어머니 역
- 나모 통쿰네드 - 15살의 위 역

## 사운드트랙
클로징 크레디트에서 마샤 왓타나파니크의 노래 "ส่วนหนึ่งของฉัน"(Suan Neung Khong Chan / A Part of Me)가 재생된다.

## 수상
태국 극장에서 대중에게 개봉된 이후 2007 방콕국제영화제 등 여러 영화제에 출품되었다. 텍사스주 오스틴에서 열린 2007 판타스틱 페스트에서 감독상, 여우주연상을 수상했다.

## DVD
이 영화는 홍콩에서 아시아 비디오(Asia Video)에 의해 리전 3 DVD로 출시되었으며 오리지널 사운드트랙과 영어/중국어 자막이 포함되어 있다.

## 리메이크
카비아 마다반이 주연한 2007년 말라얄람어 영화 《Nadiya Kollappetta Rathri》(നാദിയ കൊല്ലപ്പെട്ട രാത്രി), 프리야마니가 주연한 2012년 타밀어/칸나다어 영화 《Chaarulatha》(சாருலதா), 키르시 수레시가 주연한 2013년 말라얄람어 영화 《Geethaanjali》(ഗീതാഞ്ജലി), 비파샤 바수가 주연한 2015년 힌디어 영화 《Alone》(अलोन ) 등이 제작되었다.